# Eustaquio el Monje

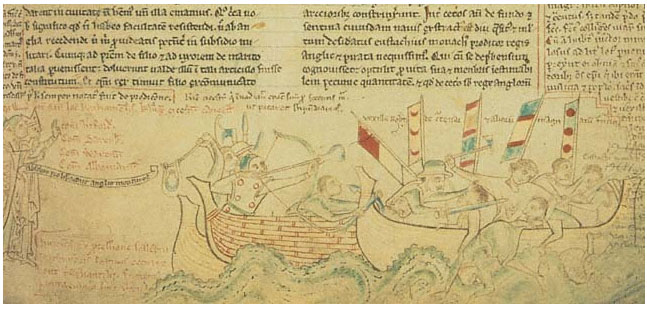
Eustaquio el Monje

Eustaquio el Monje (del francés: Eustache le Moine) (Boulogne-sur-Mer, 1170 - 24 de agosto de 1217) fue un corsario francés nacido de una familia noble. Entró en un monasterio, pero cansado de la vida en el convento se dedicó a las aventuras. Primero fue senescal del conde de Boulogne y luego estuvo al servicio de Juan sin Tierra, pero con los dos tuvo altercados. El 1213 pasó al servicio de Felipe Augusto y durante la expedición de Luis de Francia a Inglaterra le fue encargada la dirección de los corsarios y de las operaciones marítimas. Cuando llevaba refuerzos de Francia a Inglaterra fue atacado y derrotado. Hecho prisionero fue probablemente decapitado por los seguidores de Enrique III el 24 de agosto de 1217.

## Vida
Eustaquio fue uno de los hijos menores de Baudoin Busked, un señor feudal del condado de Boulogne. De acuerdo con su biografía, fue a Toledo, España, donde estudió magia negra, y luego regresó a su pueblo para convertirse en un monje benedictino en la abadía de St. Samer, cerca de Calais. Luego abandonó el monasterio para vengar el asesinato de su padre. Sin embargo, otra evidencia sugiere que la muerte de su padre ocurrió poco después de 1190. Esa evidencia demuestra que para 1202, Eustaquio era senescal y bailío del conde de Boulogne, Renaud de Dammartin, y que alrededor de 1204 los dos entraron en conflicto y, acusado de malos manejos en su posición, Eustaquio escapó y fue declarado criminal. Renaud confiscó sus tierras y campos; Eustaquio quemó dos molinos en venganza.

### Al servicio de Inglaterra
Eustaquio se hizo entonces pirata en el canal de la Mancha y el Paso de Calais, por sus propios propósitos y también como mercenario de Francia e Inglaterra. El rey Juan I de Inglaterra le empleó de manera intermitente entre 1205 y 1212, en contra de Felipe II de Francia. La biografía asegura que Juan le puso al comando de treinta naves al comienzo de esta tarea. Ésta consistía en que Eustaquio y sus hermanos asolaran la costa de Normandía y establecieran bases en las Islas del Canal (llegaron a controlar el castillo Cornet en Guernsey por un periodo de tiempo considerable). Cuando empezó a asolar las aldeas costeras en Inglaterra, el rey Juan lo declaró criminal por un breve tiempo, pero al poco emitió un perdón ya que necesitaba de sus servicios.

### Al servicio de Francia
No obstante, Eustaquio cambió de bando en 1212 (la biografía sugiere que el enemigo de Eustaquio, Renaud de Dammartin se alió con Juan y envenenó su mente en contra de Eustaquio) y empezó a atacar Folkestone cuando las tropas inglesas se hicieron con el control de sus bases en las Islas del Canal. Cuando estalló la guerra civil en Inglaterra en 1215, ofreció apoyo a los barones rebeldes y transportó al príncipe Luis de Francia al otro lado del Canal para ayudarles en 1216.
En agosto de 1217, mientras transportaba refuerzos muy necesarios para Luis, Eustaquio se topó con una flotilla inglesa bajo el comando de Hubert de Burgh que partió de Dover. En la Batalla de Dover que se siguió, Eustaquio generó conmoción entre sus antiguos aliados, hasta que los ingleses cegaron a los franceses con polvo de cal. Las tropas inglesas abordaron sus barcos y derrotaron a sus hombres en la refriega. Eustaquio, su buque insignia y algunos otros de sus barcos lograron escapar, pero su barco fue rodeado el 24 de agosto de 1217 en la Batalla de Sandwich por la flota inglesa de Philip d'Aubigny compuesta por barcos de la Alianza de los Cinco Puertos. Eustaquio fue hallado oculto en las sentinas del barco, y ofrecía generosas sumas por su vida, a las que sus captores se rehusaron debido al odio que se había ganado entre los ingleses. En cambio, solo le permitieron escoger entre la borda o la tabla como su sitio de ejecución (Mateo de París incluye la decapitación, pero no especifica cuál escogió Eustaquio). Sus hermanos sobrevivieron y siguieron controlando su base en las islas del Canal.

### Eventos posteriores
En septiembre de 1217, el tratado de Lambeth obligó a Luis no solo a renunciar a su ambición al trono inglés sino a expulsar a los hermanos de Eustaquio de las Islas del Canal.

## Biografía
Una biografía fue escrita de su vida entre 1223 y 1284 por un poeta desconocido de la región de Picardía, interesado principalmente en el año de aventuras tras dejar el servicio de Renaud. Desde una guarida en el bosque, esta biografía presenta a Eustaquio engañando, emboscando y humillando a Renaud una y otra vez, con diferentes disfraces, y a menudo robando sus caballos. La biografía está relacionada con los mitos medievales de Robin Hood y el romance “Fouke le Fitz Waryn” basado en la vida de Fulk FitzWarin. Los datos de la biografía fueron completados a partir de 1205 con registros del gobierno inglés.

## En la cultura popular
En el manga One Piece de Eichiro Oda, el pirata Eustass “Capitán” Kidd está basado en Eustaquio el monje y en el pirata escocés William Kidd.